# Lee Dae-seong
Lee Dae-seong (이대성?; Sacheon, 30 maggio 1990) è un cestista sudcoreano.

## Carriera
Con la Corea del Sud ha disputato i Campionati mondiali del 2019.